# Ulrich Fellmeth
Ulrich Fellmeth (* 10. Dezember 1954 in Ludwigsburg) ist ein deutscher Althistoriker und war Archivar und Museumsleiter im Schloss Hohenheim.

## Leben
Ulrich Fellmeth studierte von 1975 bis 1981 an der Eberhard Karls Universität Tübingen und der Universität Stuttgart Geschichte und Germanistik. Im November 1981 bestand er das Wissenschaftliche Staatsexamen in Stuttgart. 1982/83 war er Doktorand in Stuttgart, 1983 bis 1985 Studienreferendar für das Lehramt an Gymnasien am Studienseminar II. Das Staatsexamen zum Assessor für das höhere Lehramt bestand Fellmeth im Januar 1985, die Promotion mit einer Arbeit zum Thema Die römischen Vereine und die Politik. Untersuchungen zur sozialen Schichtung und zum politischen Bewusstsein in den Vereinen der städtischen Volksmassen in Rom und Italien folgte 1986. Seit 1985 ist er Lehrbeauftragter am Historischen Institut der Universität Stuttgart, seit 2004 als Honorarprofessor. 1985 und 1986 nahm Fellmeth befristete Lehraufträge an verschiedenen Gymnasien und kaufmännischen Berufsschulen wahr. Von Oktober 1986 bis Februar 1989 war er Geschäftsführer der Firma „ARGO – Humanistische Reisen GmbH“. Von 1989 bis zu seiner Pensionierung 2020 leitete er das Archiv und das hochschulgeschichtliche Museum der Universität Hohenheim.
Forschungsschwerpunkte Fellmeths sind die Agrar-, Wirtschafts- und Handelsgeschichte der Antike, insbesondere das ökonomische Denken in der Antike, die historisch-geographischen Aspekte der antiken Handels- und Wirtschaftsgeschichte sowie die Ernährungswirtschaft der Antike.

## Schriften
- Paracelsus, Theophrast von Hohenheim. Naturforscher, Arzt, Theologe, EVG, Stuttgart 1993 ISBN 3-8047-1275-4
- Catharina Pawlowna, Königin von Württemberg 1816-1819. Einflüsse – Leben – Leistungen (mit S. Hosseinzadeh), Stuttgart 1993
- Alte Geschichte: Wege – Einsichten – Horizonte. Festschrift für Eckart Olshausen zum 60. Geburtstag (Hrsgg. mit Holger Sonnabend), Olms, Hildesheim 1998 (Spudasmata, Bd. 69) ISBN 3-487-10725-2
- Margarete von Wrangell und andere Pionierinnen. Die ersten Frauen an den Hochschulen in Baden und Württemberg. Begleitbuch zur Ausstellung (Hrsg.), Scripta-Mercaturae, St. Katharinen 1998, (Hohenheimer Themen, Jg. 7, Sonderband) ISBN 3-89590-056-7
- Brot und Politik. Ernährung, Tafelluxus und Hunger im antiken Rom, Metzler, Stuttgart und Weimar 2001 ISBN 3-476-01806-7
- „Eine wohlhabende Stadt sei nahe ...“. Die Standortfaktoren in der römischen Agrarökonomie im Zusammenhang mit den Verkehrs- und Raumordnungsstrukturen im römischen Italien, Scripta-Mercaturae, St. Katharinen 2002 ISBN 3-89590-127-X
- Hildegard von Bingen und der Hohenheimer Heilpflanzengarten. Ein Begleitbuch zur gleichnamigen Ausstellung (Hrsg.), Universitätsverlag, Hohenheim 2006 ISBN 3-923107-35-8
- Historische Geographie der Alten Welt. Grundlagen, Erträge, Perspektiven. Festgabe für Eckart Olshausen aus Anlass seiner Emeritierung (Hrsg.), Olms, Hildesheim 2007 (Spudasmata, Bd. 114) ISBN 3-487-13387-3
- Pecunia non olet. Die Wirtschaft der antiken Welt, Wissenschaftliche Buchgesellschaft, Darmstadt 2008 ISBN 3-534-20840-4
- Hohenheimer Gärten – Geschichte und Kunst (mit A. M. Steiner und M. Frisch), Hohenheim 2008 ISBN 978-3-923107-43-8
- Die akademischen Lehrer an der Universität Hohenheim 1968 - 2005 (mit K. Quast), Stuttgart 2008 (Hohenheimer Themen, Sonderband, 15./16. Jg.)
- Frühchristliche Pilgerwege ins „Heilige Land“ (mit U. Mell), Hohenheim 2009 ISBN 978-3-923107-47-6
- Die antike Welt auf elf Blättern – Die Tabula Peutingeriana, (mit E. Olshausen), Stuttgart 2010
- Hohenheim – Sehenswertes für Besucher, (mit A. M. Steiner und F. Emmerich), Hohenheim 2011, ISBN 978-3-923107-54-4
- Pilgerwege ins „Heilige Land“, (mit U. Mell), Beiträge zur Religionsgeografie der Alten Kirche, Frankfurt 2012, ISBN 978-3-631-60025-2
- Hohenheim – Der Schlosspark, (mit A. M. Steiner und R. Gliniars), Hohenheim 2014, ISBN 978-3-00-045343-4
- (Hrsg.): 200 Jahre Universität Hohenheim. Aspekte aus der Geschichte. Begleitband zu den historisch orientierten Veranstaltungen im Jubiläumsjahr 2018. Universität Hohenheim 2018, ISBN 978-3-923107-79-7.
- Hohenheim, der Landschaftsgarten. Geschichte, Kunstwerke, Schmuckgehölze (mit Adolf Martin Steiner und Robert Gliniars). Universität Hohenheim 2020, ISBN 978-3-923107-82-7.